# Zacisze (Miłomłyn)
Zacisze (deutsch Liebrode) ist ein Ort in der polnischen Woiwodschaft Ermland-Masuren. Er ist Teil der Stadt Miłomłyn (deutsch Liebemühl) im Powiat Ostródzki (Kreis Osterode in Ostpreußen).

## Geographische Lage
Zacisze liegt am südlichen Stadtrand von Miłomłyn (Liebemühl) am Flüsschen Corbehne (polnisch Korbania) im Westen der Woiwodschaft Ermland-Masuren, elf Kilometer westlich der Kreisstadt Ostróda (Osterode in Ostpreußen).

## Geschichte
Am 24. Februar 1854 wurde Liebrode als mittelgroßer Hof gegründet und war bis 1945 in die Stadtgemeinde Liebemühl (polnisch Miłomłyn) im Kreis Osterode in Ostpreußen eingegliedert.
Mit der Überstellung der Stadt Liebemühl mit dem gesamten südlichen Ostpreußen an Polen in Kriegsfolge im Jahre 1945 erhielt Liebrode die polnische Namensform „Zacisze“ und ist heute „część miasta Miłomłyn“ (= ein „Ortsteil der Stadt Miłomłyn“) im Powiat Ostródzki (Kreis Osterode in Ostpreußen), bis 1998 der Woiwodschaft Olsztyn, seither der Woiwodschaft Ermland-Masuren zugehörig.

## Kirche
Liebrode war bis 1945 in die evangelische Pfarrkirche Liebemühl, außerdem in die römisch-katholische Kirche Liebemühl eingegliedert. Auch Zacisze gehört katholischerseits wieder zu Miłomłyn, evangelischerseits zur Kirche in Ostróda.

## Verkehr
Zacisze liegt an einer Nebenstraße, die von Zalewo (Sallewen) über Wielimowo ((Klein) Wilmsdorf) in das Zentrum der Stadt Miłomłyn führt. Eine Anbindung an den Bahnverkehr besteht nicht mehr.